# Paulo Pires
Paulo Manuel Gonçalves Pires (Lisboa, 26 de Fevereiro de 1967) é um actor e modelo português.
Figura destacada na moda portuguesa, iniciou a sua carreira como modelo na década de 1990 e, desde aí, trabalhou em cidades como Tóquio, Milão, Londres, Viena. Em 1993 tem a primeira aparição no cinema, com Zéfiro (1993), longa-metragem de José Álvaro Morais para, a seguir, protagonizar Cinco Dias, Cinco Noites de José Fonseca e Costa (1996). Tornou-se presença regular na televisão, como protagonista de séries e novelas. Como apresentador foi um dos rostos de Mundo Vip (1998), na SIC. Protagonizou, em 2017, a série televisiva Madre Paula, no papel de D. João V.
Em Espanha, deu-se a conhecer através das séries Los Serrano (2004), Fuera de Control (2006) ou Ellas y el sexo débil (2006).
Tem presença habitual em novelas da TVI, tais como Deixa-me Amar, Olhos nos Olhos, Meu Amor, Anjo Meu, 
Doida por Ti e Belmonte. Tem também vários trabalhos em cinema sendo alguns deles O Milagre Segundo Salomé, Quarta Divisão, O Bairro, Até Amanhã Camaradas.

## Vida pessoal
Paulo Pires é casado, desde 2000, com Astrid Werdnig, psicóloga e ex-modelo austríaca, e pai de dois filhos, Chloe, nascida em 2004 e Zoe, nascida em 2012.

## Carreira

### Cinema
- White Lines, da Netflix realizado por  Chris Croucher (2020)
- Quero-te Tanto! (2019)
- Linhas de Sangue, realizado por Manuel Pureza e Sérgio Graciano (2018)
- Incredibles 2 (dobragem) (2018)
- Alguém Como Eu, realizado por Leonel Vieira (2017)
- Zeus, realizado por Paulo Filipe (2016)
- Bairro, realizado por Jorge Cardoso, Lourenço de Mello, José Manuel Fernandes e Ricardo Inácio (2013)
- Quarta Divisão, realizado por Joaquim Leitão (2013)
- Um Amor de Perdição, realizado por Mário Barroso (2008)
- O Fascínio, realizado por José Fonseca e Costa (2003)
- Cinco Dias, Cinco Noites, realizado por José Fonseca e Costa (1996)

### Televisão
| Ano         | Projeto                            | Papel                          | Notas                 | Canal      |
| ----------- | ---------------------------------- | ------------------------------ | --------------------- | ---------- |
| 1996        | Salsa e Merengue                   | Vasco                          | Elenco Principal      | Rede Globo |
| 1997        | Riscos                             | Rogério                        | Elenco Adicional      | RTP1       |
| 1997        | Não Há Duas Sem Três               | Detetive Almeida               | Elenco Principal      | RTP1       |
| 1997 - 1998 | Terra Mãe                          | Álvaro Cunha                   | Elenco Principal      | RTP1       |
| 1997 - 2001 | Mundo Vip                          | Ele próprio                    | Apresentador          | SIC        |
| 1998        | Médico de Família                  |                                | Participação Especial | SIC        |
| 1998 - 1999 | Jornalistas                        | Alex                           | Elenco Adicional      | SIC        |
| 2000        | O Lampião da Estrela               | Paulo                          | Elenco Principal      | SIC        |
| 2000        | O Bairro da Fonte                  |                                | Elenco Adicional      | SIC        |
| 2000 - 2001 | Ganância                           | Bernardo                       | Elenco Adicional      | SIC        |
| 2001        | Querido Professor                  |                                | Elenco Adicional      | SIC        |
| 2001 - 2002 | Fúria de Viver                     | João Castel Novo               | Elenco Principal      | SIC        |
| 2002        | O Olhar da Serpente                | Paulo                          | Elenco Adicional      | SIC        |
| 2003        | Saber Amar                         | Organizador de eventos         | Elenco Adicional      | TVI        |
| 2003 - 2004 | Ana e os Sete                      | David Vilar Coutinho           | Elenco Principal      | TVI        |
| 2004        | Inspector Max                      | Nelson Jardim                  | Participação Especial | TVI        |
| 2004        | Inspector Max                      | João Guedes                    | Participação Especial | TVI        |
| 2005        | Os Serranos                        | Guilherme                      | Elenco Principal      | TVI        |
| 2005        | O Segredo                          | Pedro                          | Elenco Principal      | RTP1       |
| 2005        | Ate Amanhã Canaradas               | Ramos                          | Elenco Principal      | RTP1       |
| 2006        | Triângulo Jota                     | Eduardo                        | Elenco Principal      | RTP1       |
| 2006        | Sete Vidas                         | Fernando                       | Elenco Principal      | SIC        |
| 2006        | Floribella                         | Christian                      | Participação Especial | SIC        |
| 2007 - 2008 | Deixa-me Amar                      | Martim Botelho                 | Protagonista          | TVI        |
| 2008        | Casos da Vida                      | Joaquim                        | Elenco Principal      | TVI        |
| 2008        | Equador                            | Frederico Albuquerque          | Elenco Principal      | TVI        |
| 2008 - 2009 | Olhos nos Olhos                    | Vasco Ferreira                 | Antagonista           | TVI        |
| 2008 - 2009 | Olhos nos Olhos                    | Vítor Ferreira                 | Antagonista           | TVI        |
| 2009 - 2010 | Meu Amor                           | Joaquim (Quim) António Correia | Protagonista          | TVI        |
| 2010 - 2011 | Anjo Meu                           | Rogério Girão                  | Protagonista          | TVI        |
| 2012 - 2013 | Doida por Ti                       | Mário Varela                   | Antagonista           | TVI        |
| 2013        | Bairro (Filme)                     | Inspector Augusto              | Protagonista          | TVI        |
| 2013 - 2014 | Belmonte                           | Padre Artur Ribas              | Coadjuvante           | TVI        |
| 2014        | Giras & Falidas                    | Homem Hippie                   | Participação Especial | TVI        |
| 2015 - 2017 | A Única Mulher                     | Henrique Albergaria            | Coadjuvante           | TVI        |
| 2017        | Ouro Verde                         | João Magalhães                 | Participação Especial | TVI        |
| 2017        | Madre Paula                        | João V de Portugal             | Protagonista          | RTP1       |
| 2017 - 2018 | A Herdeira                         | Joaquim Villalobos             | Antagonista           | TVI        |
| 2018        | Jogo Duplo                         | Ele próprio                    | Participação Especial | TVI        |
| 2019        | Juntos em Festa                    | Ele próprio                    | Apresentador          | TVI        |
| 2019 - 2020 | Prisioneira                        | Diogo Lacerda                  | Co-Protagonista       | TVI        |
| 2020        | Dança com as Estrelas 5            | Ele próprio                    | Concorrente           | TVI        |
| 2021 - 2023 | Para Sempre                        | António José "Tozé" Peixoto    | Elenco Principal      | TVI        |
| 2021        | A Consoada - Uma história de Natal | Pai de Luísa                   | Participação Especial | TVI        |
| 2022        | Festa é Festa                      | Paulo Pires como Nando         | Participação Especial | TVI        |
| 2022        | Pôr do Sol                         | Alexandre                      | Participação Especial | RTP1       |
| 2023        | Codex 632                          | Tomás Noronha                  | Protagonista          | RTP1       |
| 2023 - 2024 | Queridos Papás                     | Roberto Pimenta                | Elenco Principal      | TVI        |
| 2024        | Cacau                              | Salomão Saavedra               | Elenco Principal      | TVI        |
| 2025        | A Protegida                        | Jorge Azevedo                  | Co-Antagonista        | TVI        |

### Publicidade
- Passport Scotch, 1990
- Cerveja Cheers, 1993
- Knorr, 1993
- Colls, 1994
- Café Sical, 1995
- Nescafé, 1995
- Lotaria de Fim de Ano, 1995
- Diário de Notícias, 1996
- Millennium BCP, 2007
- Ever Fit - Plus, 2010
- Santander Totta, 2014
- Ageas Seguros, 2016
- Cartão Universo, 2017
- Cetelem, 2021